# Ollie

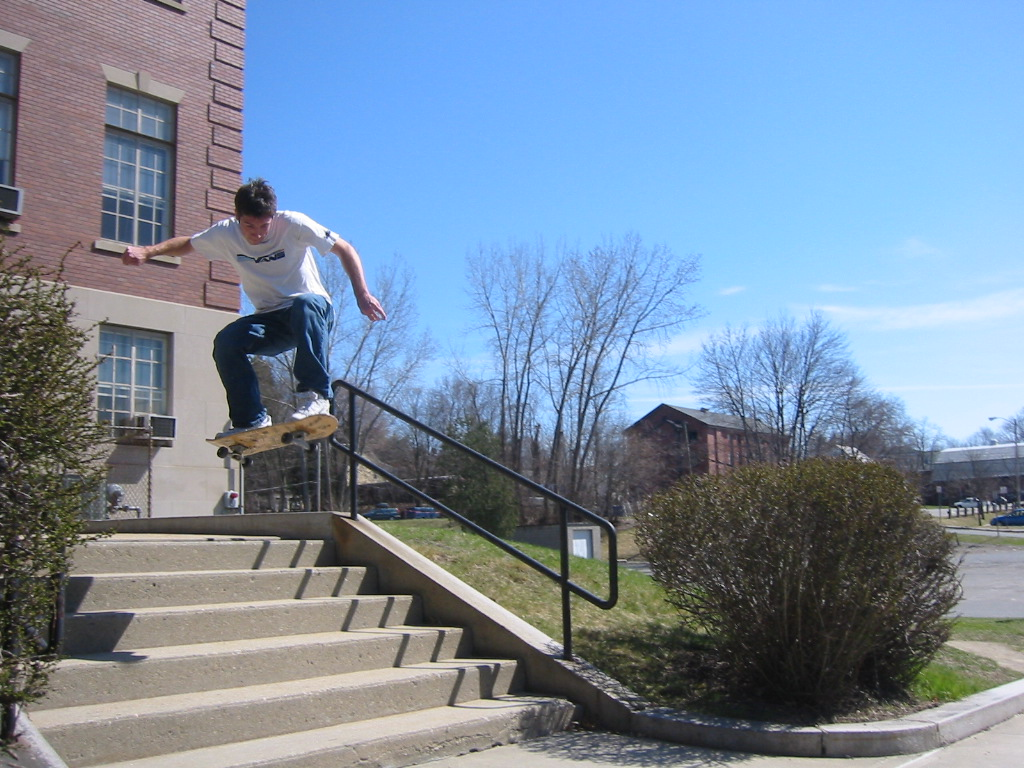
En skateboardåkare som utför en ollie nedför en trappa

Ollie är ett trick inom skateboardåkning. Det går ut på att få brädan att hoppa upp från marken och utgör grunden för många flatground-trick.
Ollien genomförs genom att åkaren med bakre foten trycker ner bakdelen (som kallas för tail) av brädan mot underlaget. 
Detta sker väldigt hastigt (kallas för att poppa) samtidigt som man kort därefter drar främre foten framåt för att räta ut brädan till horisontellt läge igen. Det ultimata är att man i luften placerar fötterna över skruvarna för att förhindra att brädan går av vid landning.
Ollien i ramp uppfanns av Alan Gelfand 1978. Namnet kommer ifrån Alans smeknamn som var "Ollie". Rodney Mullen, en nu legendarisk skateboard-åkare, konverterade tricket till en flatground-variant och visade upp tricket första gången på en tävling 1982. Först i sverige med att göra Ollie sägs en skejtare från Lidköping vara.  Sedan dess har tricket utvecklats genom att nya varianter av ollien införts samtidigt som många nya trick baserade på ollien har uppfunnits.
Eftersom ollien är ett grundläggande trick rekommenderas det att nybörjare lär sig tricket innan de går vidare till svårare trick som Kickflip eller pop-shuvit.